# 2008年8月1日の日食
2008年8月1日の日食は、2008年8月1日に北半球で観測された日食（観測地域により皆既日食あるいは部分日食）である。

## 概要
日食は、太陽と地球の間を月が通り過ぎる際に起こり、地球から見た太陽の像の全部または一部が欠ける。皆既日食は、月の見かけの角直径が太陽よりも大きい時に起こり、太陽からの全ての光が遮られて昼間なのに暗くなる。皆既日食は地球上の狭い通り道でしか見られないが、部分日食は幅数千kmの広い領域で見られる。
2008年8月1日の日食はカナダ北部（ヌナブト準州）、グリーンランド、ロシア中央部、カザフスタン東部、モンゴル西部、中国を通る狭い通り道見られ、等級は1.0394になった。北極圏の北部では、いわゆる白夜の日食が見られた。皆既日食が見られた最も大きな都市はロシアのノヴォシビルスクである。
皆既日食は2分間続き、10,200kmに及ぶ地球表面の0.4%で見られた。126番の系列のサロス周期の47番目の日食である。
部分日食は、北アメリカ北東部やヨーロッパ、アジアの全域を含む月の本影の通り道にあたるもっと広い領域で見られた。

## 日食の観測

### 日食の開始：カナダ、グリーンランド、ノルウェー
日食は、9時21分UTにカナダ極北のヌナブト準州で始まった。皆既日食が見られた幅は206kmで1分30秒続いた。日食の領域は北東に移動し、グリーンランド北部を通って9時38分UTに最北の83°47′に達し、ロシア方向に南下し始めた。
皆既日食の経路は、9時47分UTに北東端にあたるスヴァールバル諸島のクヴィト島に達した。

### 日食の最大化：ロシア
日食は10時10分UTにロシア本土に達した。232kmの幅で、2分26秒継続した。最大の日食はその直後の10時21分7秒UTにナディム近郊の北緯65度39分 東経72度18分 / 北緯65.650度 東経72.300度の地点で起こり、この時は幅237km、継続時間2分27秒だった。皆既日食の経路上の都市には、メギオン、ニジネヴァルトフスク、ストレジヴォイ、ノヴォシビルスク、バルナウル等がある。最大の都市ノヴォシビルスクには日食を見るために集まった1万人の旅行客がいた。

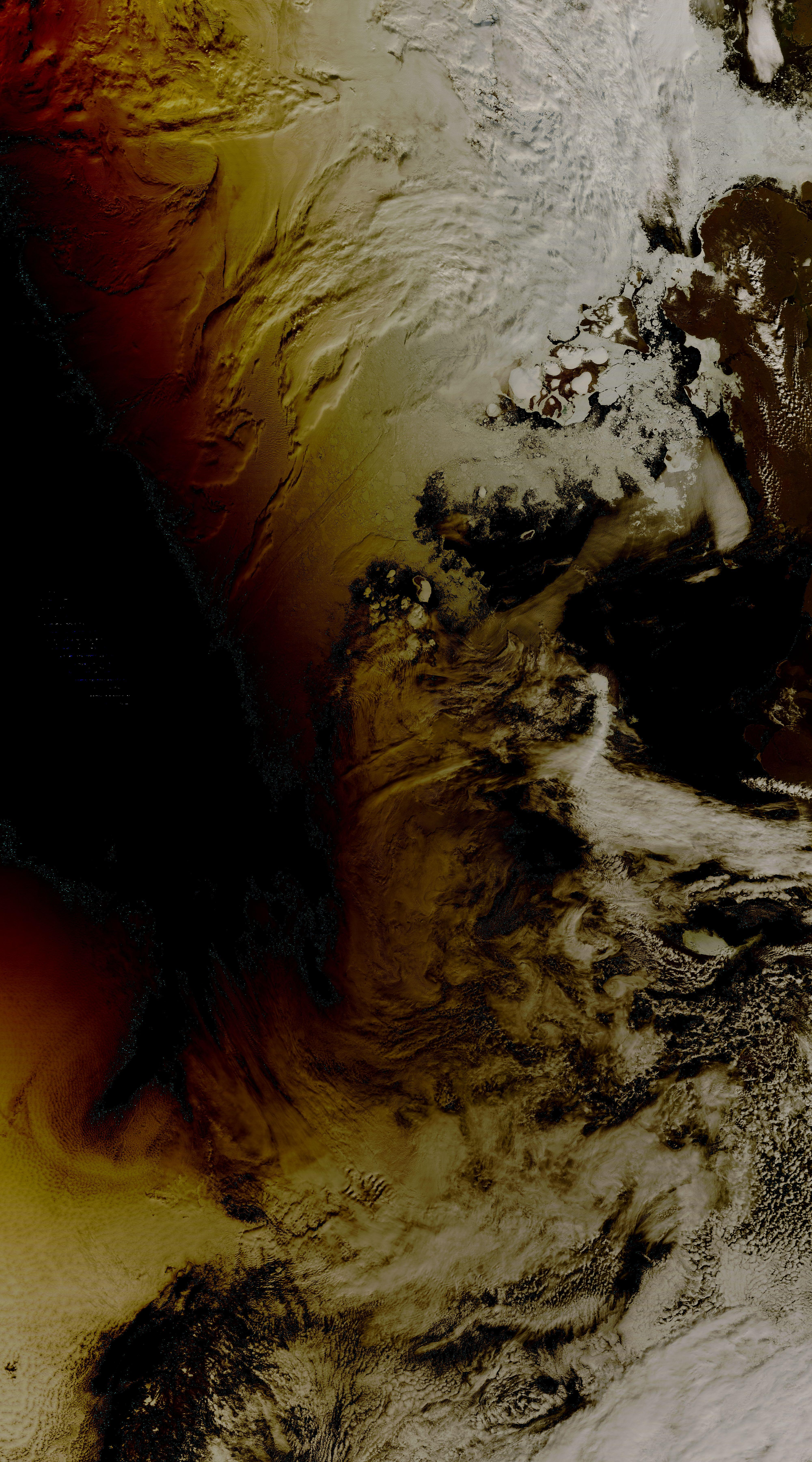
人工衛星テラからの画像
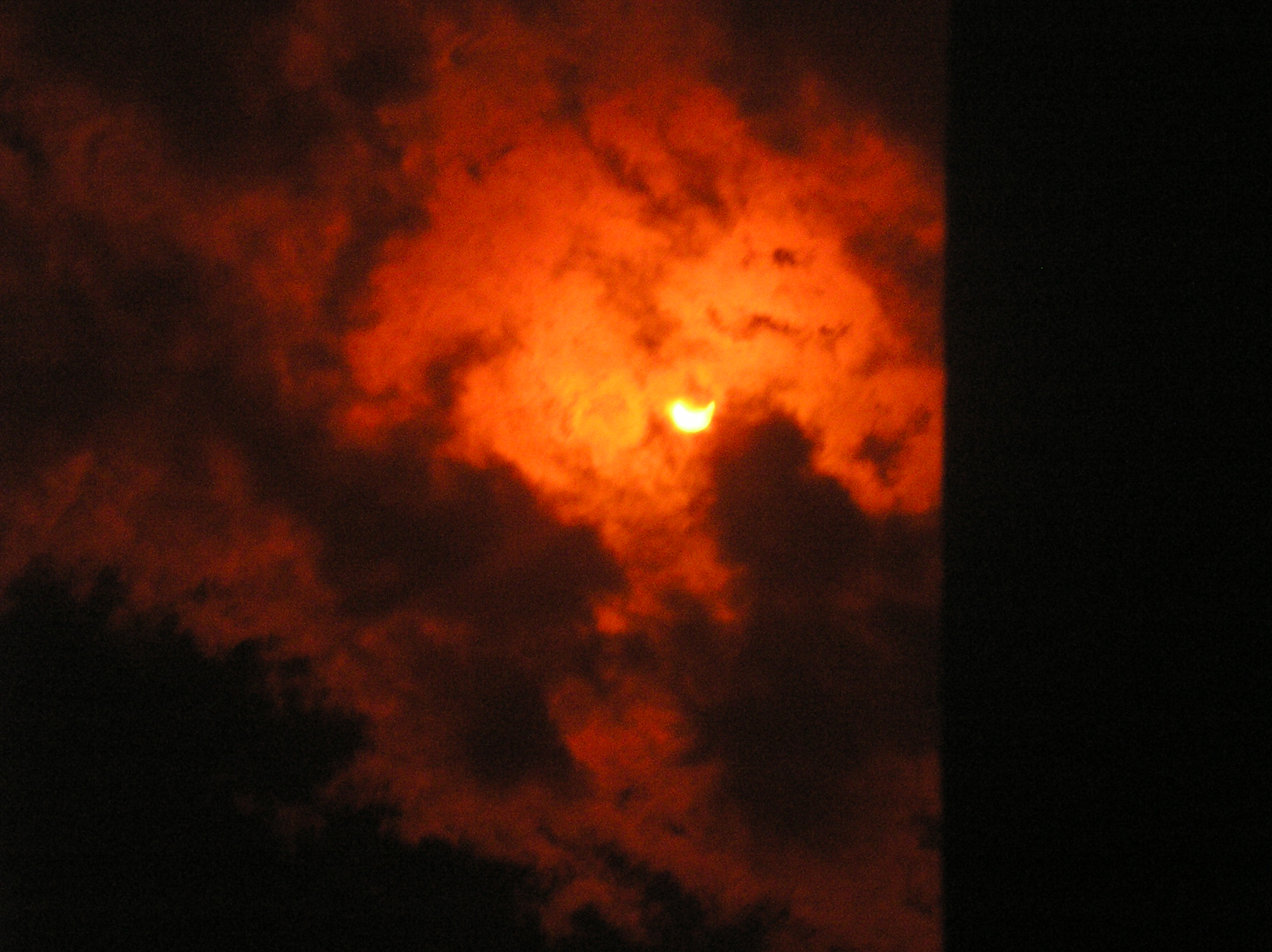
サラトフでの部分日食
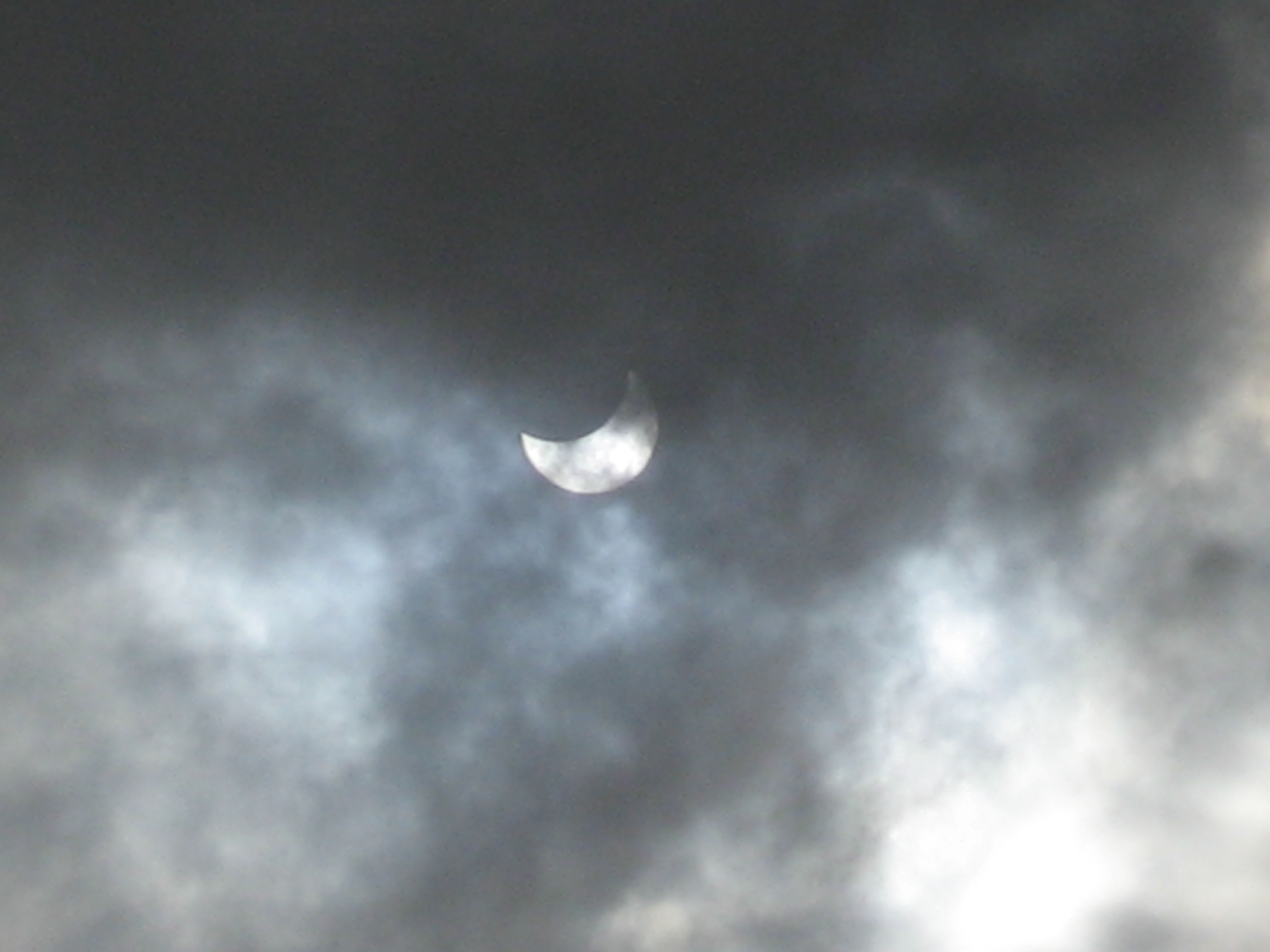
モスクワでの部分日食
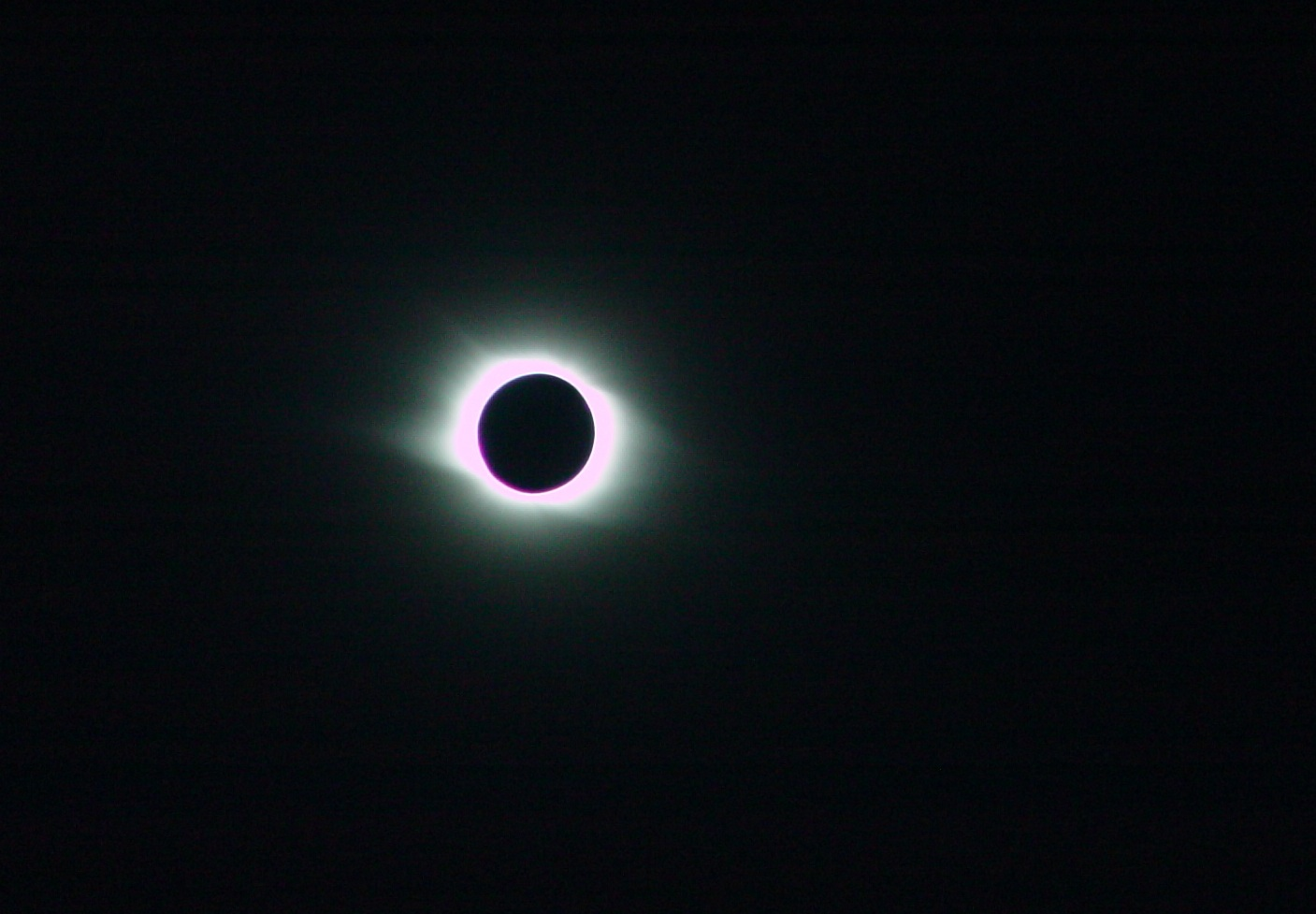
ノヴォシビルスクでの皆既日食
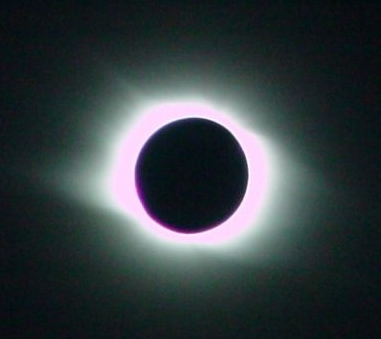
ノヴォシビルスクでの皆既日食
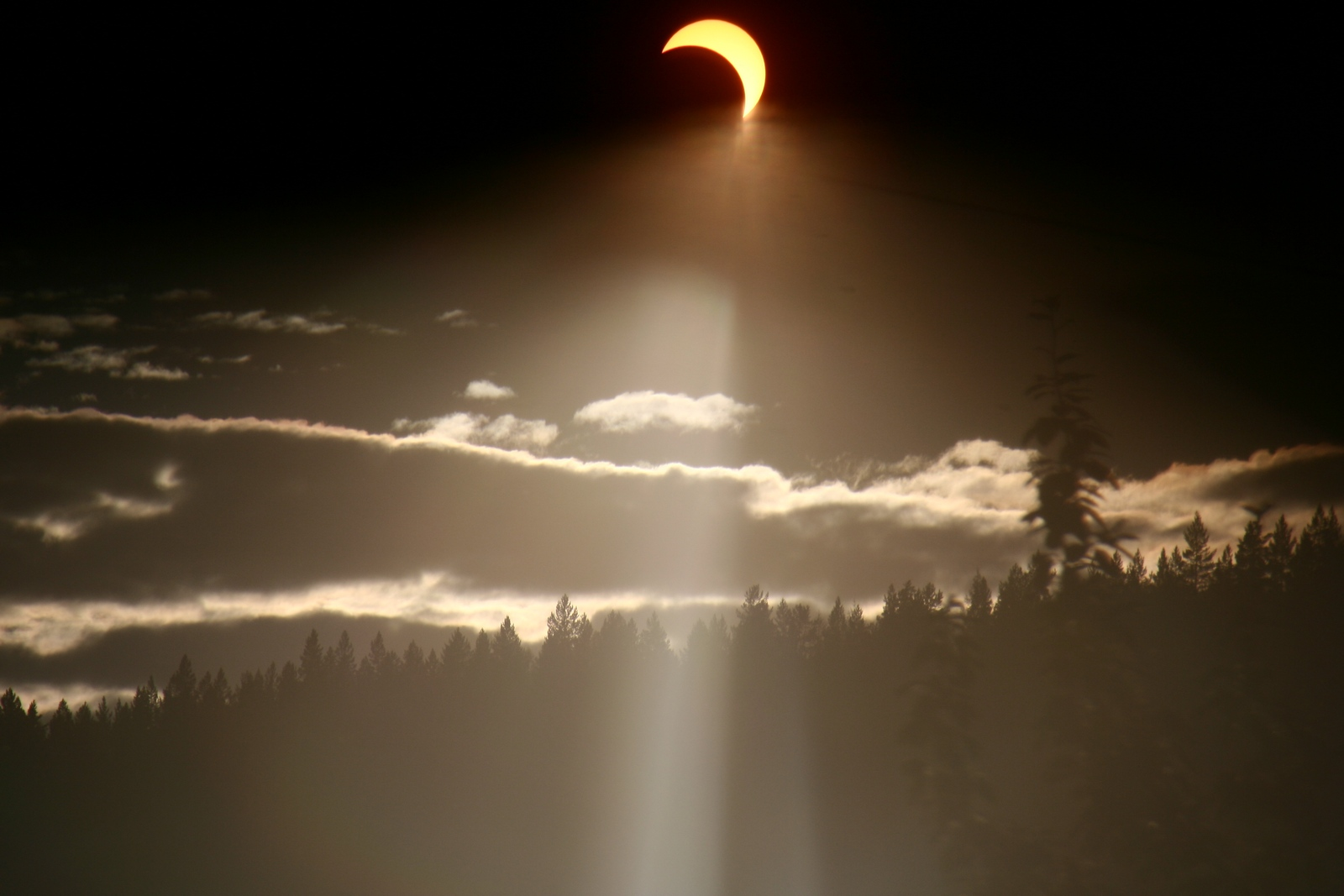
ヤクートでの部分日食

### 日食の終結：中国
皆既日食の経路は南東に向かって進み、モンゴルを経由して10時58分UTにカザフスタンに到達した。幅は252km、継続時間は2分10秒だった。その後、モンゴルと中国の国境を通って11時18分UTに中国に入った。夕暮れ時で、日食は1分27秒続いた。アラトゥルク県、西安市等で見られたが、皆既日食は11時21分に終わった。アラトゥルク県には、日食を見るために1万人が集まった。
日食の前の予測によって、中国新疆ウイグル自治区クムル地区（現在のクムル市）と甘粛省酒泉市付近は晴れの確率が最も高く、70%を超えるを予測された。それに対して、ロシアのノヴォシビルスクからモンゴル国境までの間のシベリア地区は約60%の確率で晴れだと予測された。中国科学院国家天文台はクムル地区アラトゥルク県葦子峡郷を観測地として選んだ。その後葦子峡郷で皆既日食観測広場が建設され、世界初の皆既日食観測のために特別に建てられた広場である。皆既日食の当日、この広場だけで世界各国の約4000人が集まった。この皆既日食はちょうど一週間後が2008年北京オリンピックの開会式で、中国で「オリンピック日食」とも呼ばれた。

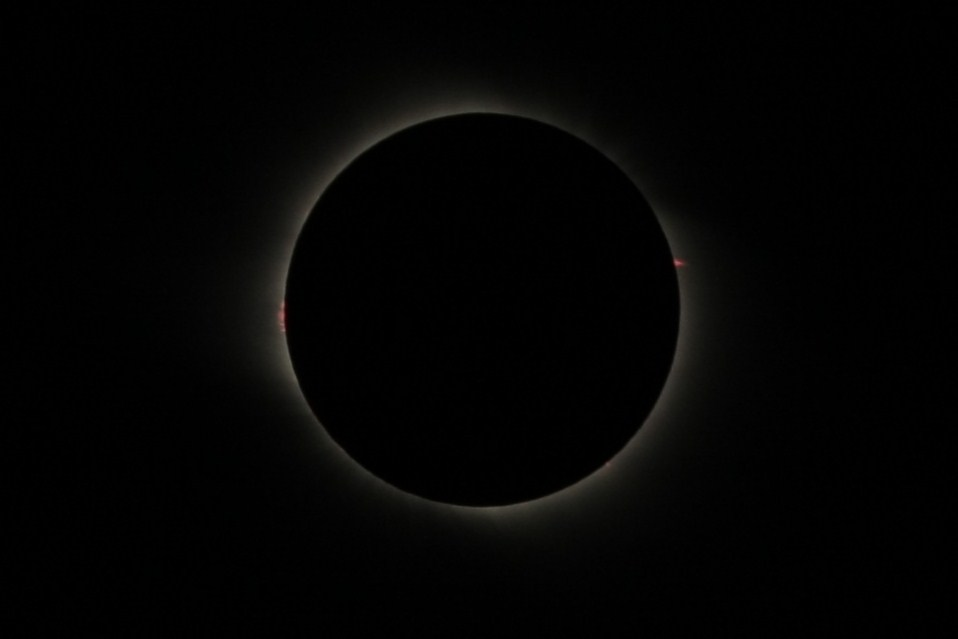
甘粛省での皆既日食
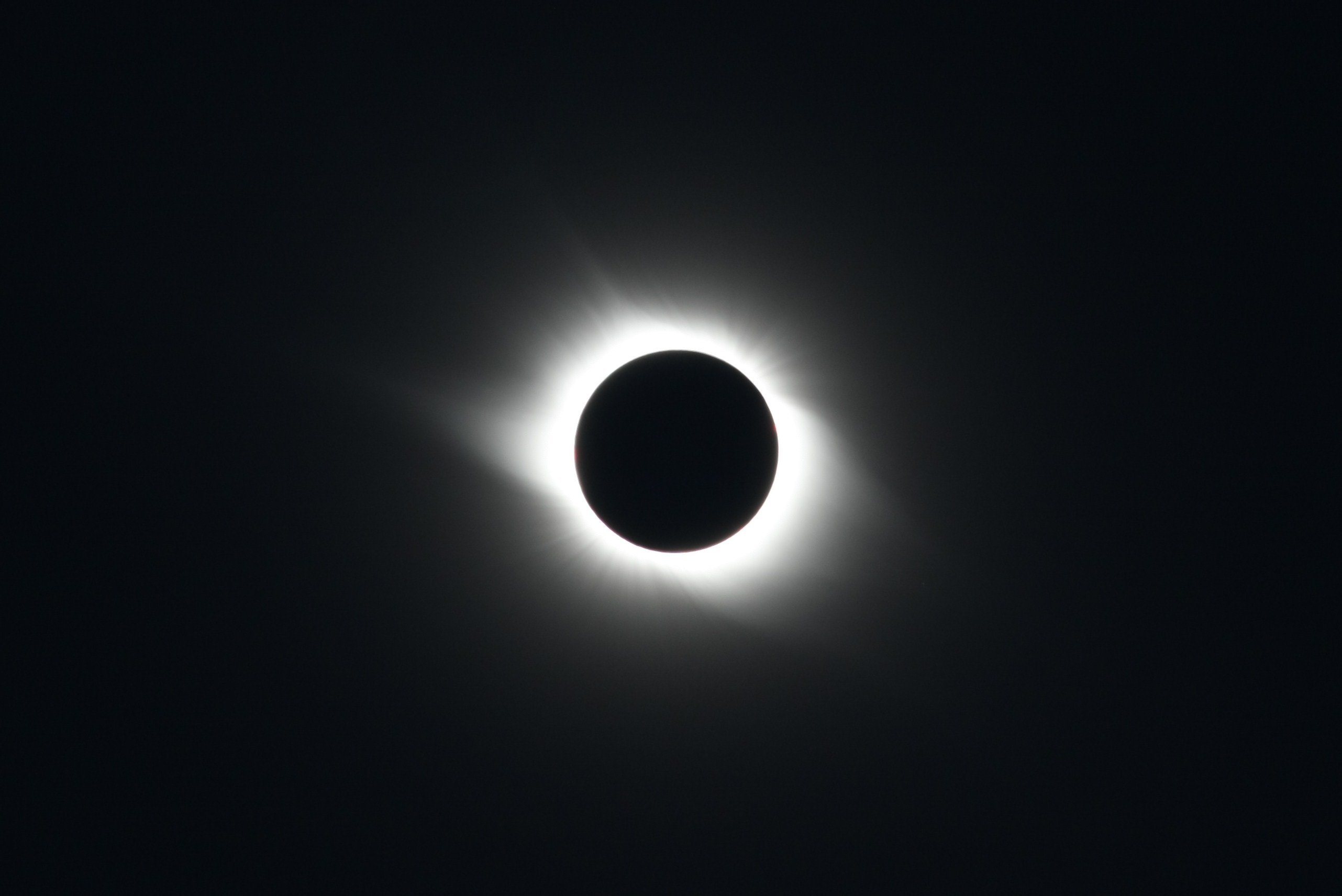
甘粛省での皆既日食

### 部分日食
部分日食は、北アメリカ北東部やヨーロッパ、アジアの全域を含む月の本影の通り道にあたるもっと広い領域で見られた。ロンドンでは、部分日食は8時33分GMTに始まって、9時18分に最大で12%が欠け、10時5分GMTに終わった。エディンバラでは太陽の23.5%、シェトランド諸島のラーウィックでは36%が欠けた。

## LTU 1111
現在はエア・ベルリンに買収されているドイツのチャーター航空会社LTU国際航空は、日食の観察のため、デュッセルドルフから北極点まで特別便を飛ばせた。機体番号1111には日食のファン、科学者、ジャーナリスト、テレビ局のカメラマンが搭乗し、11時間飛行した。日食の前にはスヴァールバル諸島、後には磁極の観光ツアーも組まれていた。

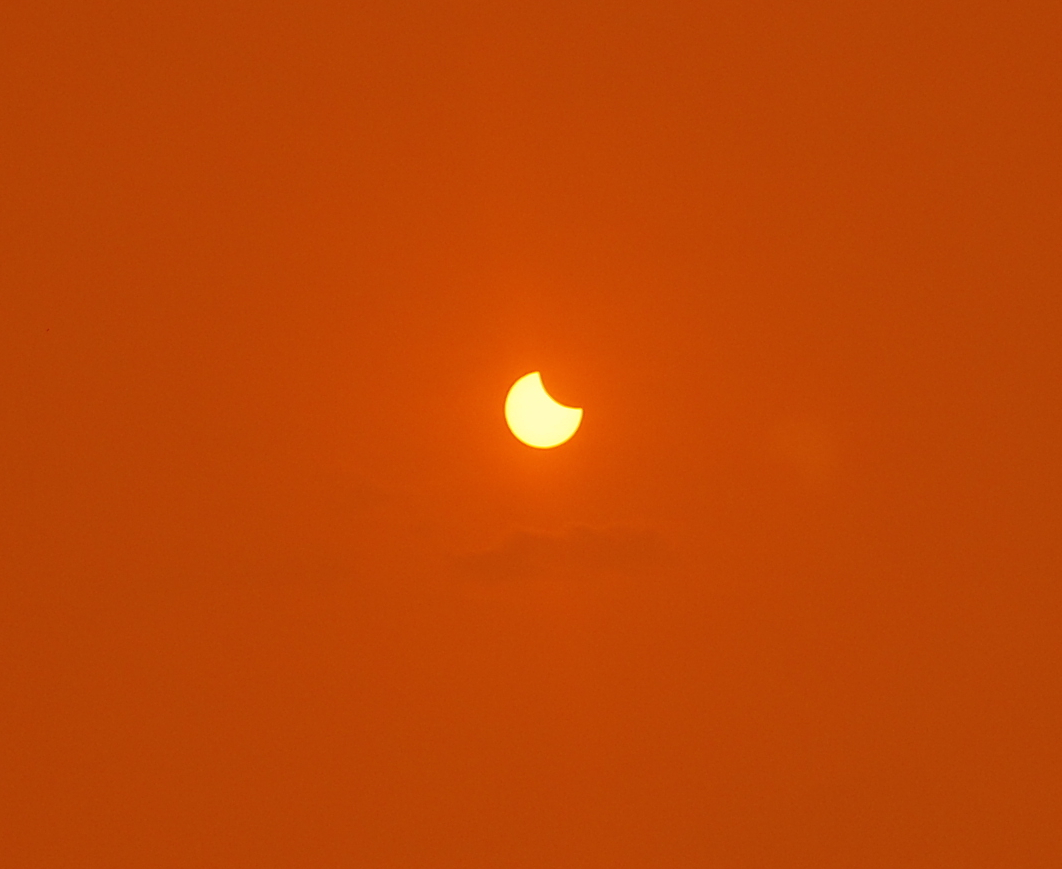
チェンナイでの部分日食
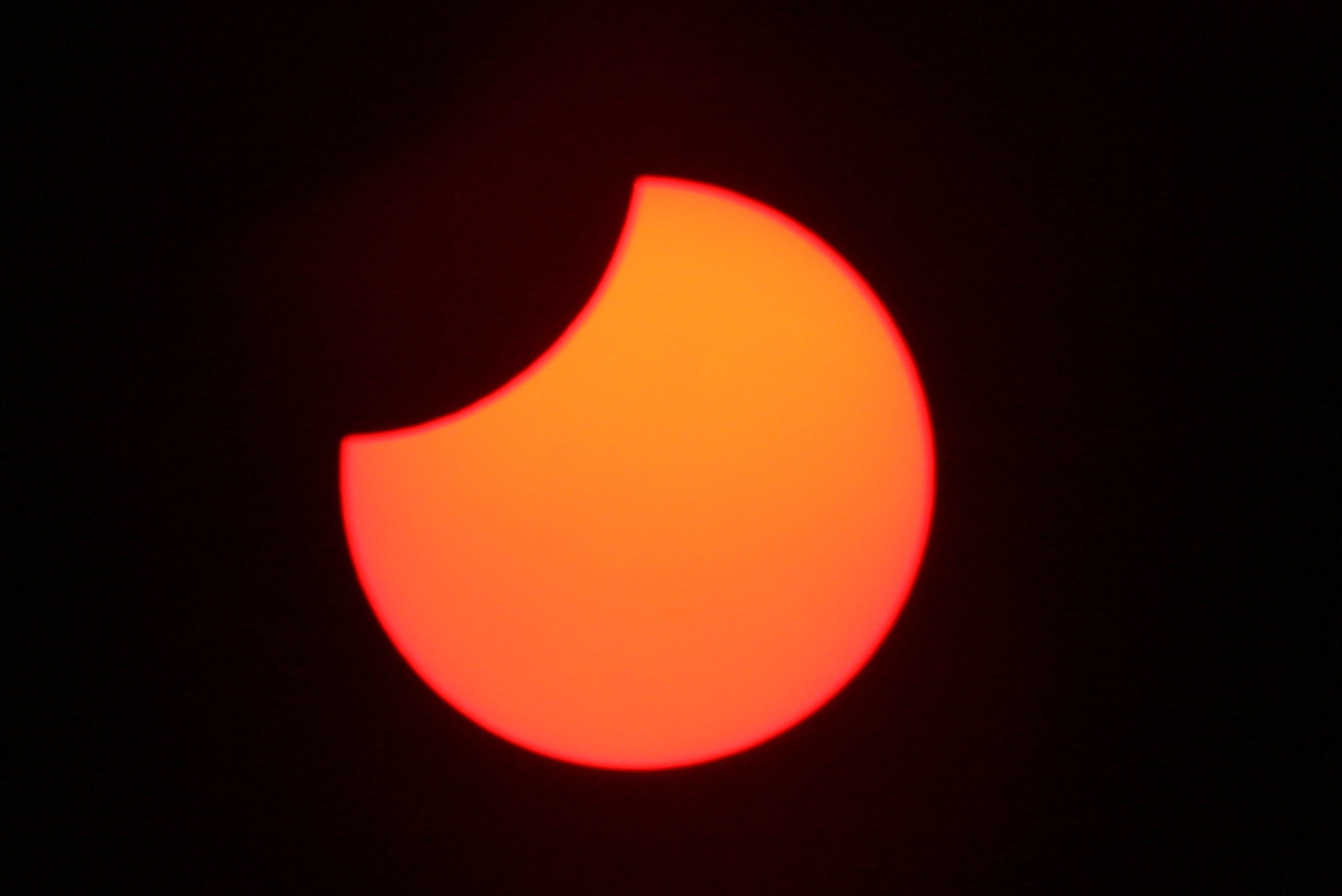
ジョドレルバンク天文台での部分日食